# Горки (Вырицкое городское поселение)
Го́рки (фин. Korkka) — деревня в Гатчинском муниципальном округе Ленинградской области.

## История
На карте Ингерманландии А. И. Бергенгейма, составленной по материалам 1676 года, упоминается как деревня Gorka.
На шведской «Генеральной карте провинции Ингерманландии» 1704 года — также Gorka.
На «Географическом чертеже Ижорской земли» Адриана Шонбека 1705 года она была обозначена как Горка.
Деревня Горки на речке «Сюйда» (Суйда) упоминается на карте Санкт-Петербургской губернии Я. Ф. Шмидта 1770 года.

ГОРКИ — деревня принадлежит Кожину, полковнику, число жителей по ревизии: 35 м. п., 39 ж. п. (1838 год)

В пояснительном тексте к этнографической карте Санкт-Петербургской губернии П. И. Кёппена 1849 года она записана как деревня Gorkka (Korka, Горки) и указано количество проживающих в ней эвремейсов на 1848 год: 35 м. п., 23 ж. п., всего 58 человек.

ГОРКИ — деревня генерал-майора Кожина, по просёлочной дороге, число дворов — 15, число душ — 46 м. п. (1856 год)

ГОРКИ — деревня владельческая при реке Оредежи, число дворов — 16, число жителей: 55 м. п., 56 ж. п. (1862 год)

В 1868—1869 годах временнообязанные крестьяне деревни выкупили свои земельные наделы у Е. П. Лошкарёвой и стали собственниками земли.
В 1879 году деревня Горки состояла из 16 крестьянских дворов.

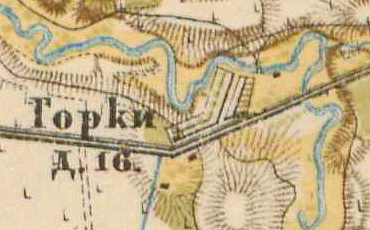
План деревни Горки. 1885 год

В 1885 году деревня также насчитывала 16 дворов.
В конце XIX века деревня административно относилась к Лисинской волости 2-го стана Царскосельского уезда Санкт-Петербургской губернии, в начале XX века — 4-го стана. Население деревни было однородным — финским.
К 1913 году количество дворов увеличилось до 23.
В 1917 году количество дворов в деревне уменьшилось до 18.
Согласно данным переписи населения СССР 1926 года в деревне Горка Минского сельсовета Лисинской волости Троцкого уезда проживали 255 человек, большинство финны и несколько русских семей.
По данным 1933 года деревня называлась Горка и входила в состав Минского сельсовета Красногвардейского района. Кроме неё в сельсовет входил хутор Горки.

План деревни Горки. 1939 год

Согласно топографической карте 1939 года деревня насчитывала 50 дворов.
В 1940 году население деревни составляло 334 человека.
C 1 августа 1941 года по 31 января 1944 года находилась в оккупации.
В 1958 году население деревни составляло 246 человек.
По данным 1966, 1973 и 1990 годов деревня называлась Горки и также входила в состав Минского сельсовета.
В 1997 году в деревне проживали 88 человек, в 2002 году — 100 человек (русские — 64%), в 2007 году — 105.

## География
Деревня расположена в восточной части района на автодороге 41А-003 (Кемполово — Выра — Шапки).
Расстояние до административного центра поселения, посёлка городского типа Вырица — 6,5 км.
Расстояние до ближайшей железнодорожной станции Вырица — 6 км.
Деревня находится на правом берегу реки Суйды, притока реки Оредеж.

## Демография
| 1862 | 2007 | 2010 | 2017 |
| ---- | ---- | ---- | ---- |
| 111  | ↘105 | ↗112 | ↘93  |

### Национальный состав
Согласно данным Всероссийской переписи населения 2021 года в деревне проживали 125 человек, из них:
 русские — 99, финны — 18, грузины — 4, украинцы — 2, белорусы — 1, один человек национальность не указал.

## Транспорт
От Вырицы до Горок можно доехать на автобусе № 504А.